# 눈물 (2001년 영화)
눈물은 2001년 공개된 대한민국의 영화이다.

## 줄거리
학교 생활에 적응 못하고 가정에서 버림 받은 십대들이 가리봉동의 어느 곳에 모여 산다. 유배지에서 살아가는 우리의 저주받은 영웅은 네 아이들이다. 창, 한, 란, 새리. 반항적이고 폭력적이지만, 때때로 그들도 사랑을 갈구하고 냉혹함 속에서 꿈을 가질 줄도 안다. 그러나 절망과 허무의 공간 안에서 이들의 꿈은 과연 ‘희망’이라 부를 수 있는 것일까. 이혼한 부모가 싫어 가출한 순진한 한(한준 분)은 폭력과 욕을 달고 다니는 친구 창(봉태규 분)을 만난다. 어느 환락가 술집, 창에 휩쓸려 여자 아이들과 집단 섹스파티를 벌이려는 찰나, 한은 얼떨결에 새리(박잎선 분)의 탈출을 돕게 된다. 단란주점에서 삐끼를 하게 되는 한. 그곳에는 술집 접대부로 일하며 기둥서방인 창에게 모든 걸 바치는 란(조은지 분), 아이들을 등쳐먹는 색마 술집 지배인인 용호(성지루 분)가 있다. 희망 없는 유흥가 밑바닥 생활을 해나가는 한은 터프 한 오토바이 소녀 새리를 좋아하게 된다. 어릴 적 상처 때문에 ‘나쁜 잠’을 자지 않는 새리지만, 한을 만나 조금씩 마음을 열어간다. 어느 날 한과 새리, 란과 창은 재미없는 현실을 잊기 위해 오토바이를 훔쳐 타고 바다로 간다. 하지만 이들을 맞이하는 건 쓰레기뿐인 갯벌바다. 다시 유흥가로 돌아오고, 한과 창은 집단 강간 혐의로 경찰에 쫓기게 되는데.

## 배역
- 한준 : 한 역
- 박잎선 : 새리 역
- 봉태규 : 창 역
- 조은지 : 란 역
- 성지루 : 용호 역
- 이봉규 : 한 아버지 역
- 권남희 : 한 어머니 역
- 김기천 : 란 아버지 역
- 조은영 : 란 어머니 역
- 김응수 : 원조교제 남 역
- 조상건 : 공중전화 아저씨 역
- 김석환 : 꼬마 삐끼 역
- 이세랑 : 연상녀 역
- 김선화 : 옷가게 주인 역
- 문경희 : 애 패는 식당아줌마 역
- 이강엽 : 가스총 쏘는 경찰 역
- 신성식 : 시비거는 손님들 역
- 신운섭 : 시비거는 손님들 역
- 박찬국 : 시비거는 손님들 역
- 임상수 : 의사 역
- 이재경 : 택시기사 역
- 주소영 : 주유원소녀 역
- 장상필 : 변태 손님 역
- 김진민 : 동네경찰 역
- 류우건 : 추격경찰 역
- 민혜정 : 맞는 아이 역
- 최동훈 : 엘레베이터 커플 역
- 권국희 : 엘레베이터 커플 역
- 최율희 : 란이 새 동거남 역
- 마루 : 란이 강아지 역
- 스타크 : 란이 강아지 역
- 삼식 : 란이 강아지 역
- 노수호 : 보조출연 역
- 이동하 : 보조출연 역
- 최정호 : 보조출연 역

## 제작진
- 감독/각본 : 임상수
- 제작 : 오정완
- 제작투자 : 하성근, 이상용
- 프로듀서 : 강봉래
- 촬영 : 이두만
- 편집 : 류주현
- 음악 : 문준호
- 미술 : 이진호
- 의상 : 김유진, 김향진
- 동시녹음 : 김탄영
- 사운드슈퍼바이저 : 오원철
- 특수효과 : 시리우스아카데미
- 시각효과 : 서상화
- 조감독 : 김진민, 이기철, 최동훈
- 스틸 : 편승현
- 현상 : 헐리우드필름랩
- 인화 : 김학성
- 프린트현상 : 강명훈
- 텔레시네 : 와이드비전
- 네가텔레시네 : 형보
- 색보정 : 남형석
- 메이킹필름 : 이형곤
- 광고사진 : 김곤수
- 마케팅책임 : 변준희
- 광고디자인 : 김혜진 (꽃피는 봄이오면)
- 인터넷홍보 : Korea.com   무비스트
- 마케팅(홍보) : 선지연, 남정일, 한송이
- 스크립터 : 권국희
- 제작책임 : 류우건, 장상필
- 제작진행 : 박상현
- 촬영팀-2nd 카메라 : 김기완
- 촬영팀-3rd 카메라 : 유재응
- 촬영팀 : 윤지운, 조동헌
- 조명팀 : 강성훈, 이상길, 정진우
- 미술팀 : 배준호, 강희진
- 분장/헤어 : 김유정, 김석영
- 편집보 : 김지호
- 네가편집 : 이수연   남나영
- OST제작 : 자이브 레코드 코리아
- 녹음부 : 이호원, 이재경, 임형근
- 사운드믹싱 : 라이브톤
- 믹싱 : 오원철, 최태영
- 사운드디자이너 : 이인규
- 사운드엔지니어 : 김영록, 이승엽
- 사운드에디터 : 최성록, 김성아, 강혜영

## 수상
- 2001년 제38회 대종상
  - 신인감독상 - 임상수